# LP 791-18
LP 791-18（TOI-736）とは、温度の低い赤色矮星で、地球からコップ座の方向に26.65パーセク (86.9 ly) 離れたところに存在する。
この恒星は、太陽系外惑星が周囲を公転していることが知られている恒星としては最も小さいものの1つである。2019年にTESSによる観測で2つの惑星が発表され、2023年にはスピッツァー宇宙望遠鏡による観測で3つ目の惑星が発見された。

## 惑星系

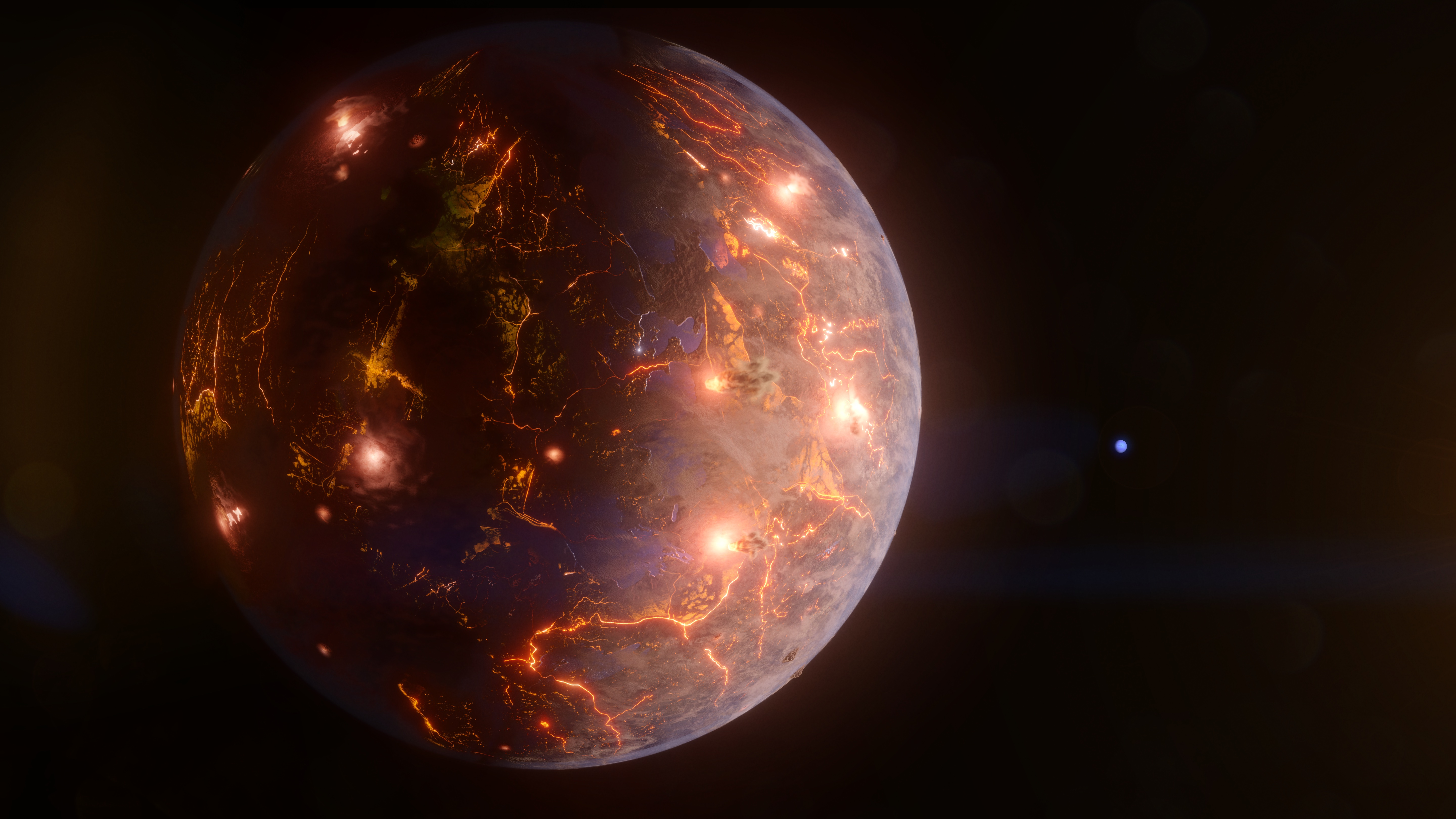
LP 791-18 dの想像図。背景にcも描かれている。

最も内側の惑星bはスーパー・アースで、最も外側の惑星cはミニ・ネプチューンであり、これらは2019年に一緒に発見された。bとcの間を公転する惑星dは2023年に発見された地球質量の惑星である。惑星cとの相互作用によって潮汐加熱が起こり、木星の衛星であるイオに似た火山が多数存在している可能性がある。惑星dはハビタブルゾーンの内側の端に位置しているため、液体の水は夜側に存在している可能性がある。
2021年、ジェイムズ・ウェッブ宇宙望遠鏡による惑星cの大気分析が提案された。
| 名称 （恒星に近い順） | 質量            | 軌道長半径 （天文単位）  | 公転周期 (日)                  | 軌道離心率      | 軌道傾斜角        | 半径                  |
| --------------------- | --------------- | ------------------------ | ------------------------------ | --------------- | ----------------- | --------------------- |
| b                     | —               | 0.00978±0.00012          | 0.9479981±0.0000021            | —               | 88.37+0.94 −0.95° | 1.212+0.059 −0.058 R⊕ |
| d                     | 0.9+0.5 −0.4 M⊕ | 0.01992±0.00014          | 2.753436±0.000013              | 0.0015±0.00014  | 89.34±0.41°       | 1.032+0.044 −0.043 R⊕ |
| c                     | 7.1±0.7 M⊕      | 0.02961+0.00035 −0.00036 | 4.9899093+0.0000074 −0.0000072 | 0.00008±0.00004 | 89.78±0.13°       | 2.438±0.096 R⊕        |